# Cucuyagua
Cucuyagua est une municipalité du Honduras, située dans le département de Copán.

## Crédit d'auteurs
- (en) Cet article est partiellement ou en totalité issu de l’article de Wikipédia en anglais intitulé « Cucuyagua » (voir la liste des auteurs).